# Posąg Aszurnasirpala II
Posąg Aszurnasirpala II – wykonany z magnezytu posąg asyryjskiego króla Aszurnasirpala II (883-859 p.n.e.) odnaleziony w maju 1850 roku przez A.H. Layarda w trakcie wykopalisk w Nimrud (starożytne Kalhu). Obecnie zabytek ten znajduje się w zbiorach British Museum (BM 118871).
Posąg znaleziony został w ruinach świątyni Šarrat-nipḫi (jeden z tytułów bogini Isztar). Tam też najprawdopodobniej stał pierwotnie, mając za zadanie przypominać bogini Isztar o pobożności i oddaniu króla. Zabytek ma wysokość 113 cm, szerokość 32 cm i grubość 15 cm. Asyryjski król przedstawiony został w pozycji stojącej, z odkrytą głową i bez królewskiej korony. Zgodnie z modą dominującą na dworze królewskim za jego czasów ma długie, starannie ułożone włosy i długą, misternie splecioną brodę. Nosi długą, sięgającą stóp szatę z krótkimi rękawami, na którą zarzucony ma rodzaj długiego, bogato zdobionego szala z frędzlami. W prawej, opuszczonej dłoni, trzyma rodzaj ceremonialnej broni podobnej do sierpa. W ikonografii asyryjskiej ten rodzaj broni dzierżą zazwyczaj bogowie ukazani w trakcie walki z mitycznymi potworami i demonami. W lewej dłoni król trzyma ceremonialną maczugę - symbol władzy sprawowanej przez niego w imieniu Aszura, najwyższego boga asyryjskiego panteonu.
Na posągu, na wysokości piersi, umieszczona jest krótka inskrypcja klinowa wymieniająca tytuły i przodków króla:
„Aszurnasirpal, wielki król, potężny król, król wszechświata, król Asyrii, syn Tukulti-Ninurty, wielkiego króla, potężnego króla, króla wszechświata, króla Asyrii, syna Adad-nirari, wielkiego króla, potężnego króla, króla wszechświata, króla Asyrii, zdobywca (ziem) na przeciwległym brzegu Tygrysu, aż do gór Liban i Wielkiego Morza (tj. Morza Śródziemnego); wszystkie kraje ze wschodu na zachód on sobie podporządkował”
W pobliżu posągu znaleziono również wykonany z czerwonego dolomitu postument na którym posąg ten pierwotnie stał. Postument ma wysokość 77,5 cm, szerokość 56,5 cm i grubość 37 cm.